# Marca Geronis
920–965
Entités précédentes :
- Vélètes

Entités suivantes :
- Marche du Nord
- Marche de l'Est saxonne
- Marche de Zeitz
- Marche de Misnie
- Marche de Mersebourg

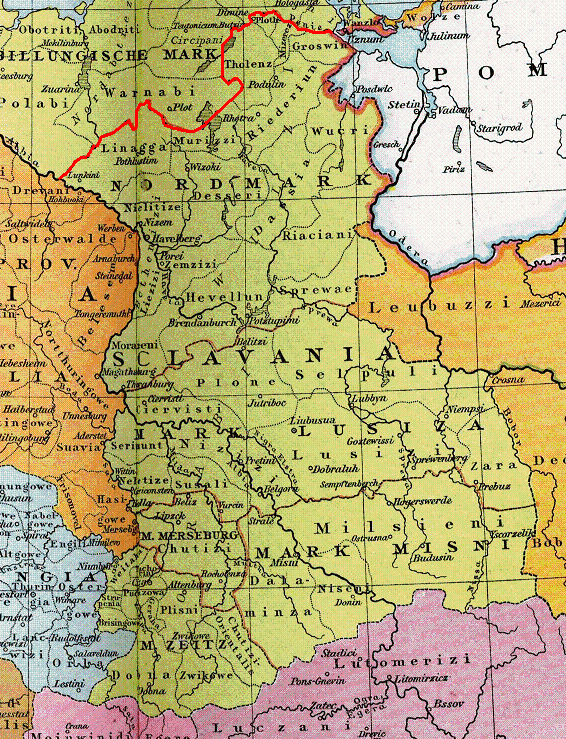
Représentation de la marche de Gero (Sclavania) par Gustav Droysen (1838–1908), la ligne rouge indique la frontière avec la marche des Billung au nord.

La marca Geronis (« la marche de Gero » ; en allemand : Geromark), appelée également marche de l'Est saxonne (Sächsiche Ostmark) était, selon l'historiographie traditionnelle, une marche géante à la frontière orientale de la Germanie au milieu du Xe siècle s'étendant sur les régions slaves au-delà de l'Elbe et de la Saale. Elle tire son nom du comte Gero qui fut nommé margrave par le roi Otton Ier vers 939.

## Histoire
Le chroniqueur Widukind de Corvey rapporte que les tribus slaves (« Wendes ») s'étaient soumis à l'autorité suprême de Henri l'Oiseleur, roi de Francie orientale et duc de Saxe, dans les années 920. Parmi ses chefs militaires se trouvait Thietmar († 932), comte en Ostphalie, le père de Gero. Siegfried de Mersebourg († 937), le fils aîné de Thietmar, était l'un des plus puissants nobles de Saxe. Gero lui-même a commencé son ascension au pouvoir avec l'accession au trône d'Otton Ier en 936. Après le décès de son frère Siegfried, il a été nommé commandant en chef des forces saxonnes dans les conflits frontaliers à l'Est.
Gero a été récompensé par le titre de margrave (marchio) en reconnaissance des services qu'il a rendus ; il est néanmoins contestable qu'un margraviat aux contours dessinés existait déjà sous son administration. Selon les chroniques de Widukind, Gero menait plusieurs campagnes dans les territoires slaves ; vers 948, les évêchés de Havelberg et de Brandebourg ont été institués pour se livrer à l'apostolat auprès de la population païenne. En même temps, divers belligérants - les souverains de Saxe aussi bien que les ducs de Bohême et les souverains de Pologne - se disputent le contrôle de la région entre l'Elbe et l'Oder.
Au cours de la période qui suit le décès de Gero en 965, plusieurs marches distinctes ont été établis par l'empereur Otton Ier sur les terres au-delà de l'Elbe et de la Saale. L'acte fondateur de l'archevêché de Magdebourg de 968, énumère trois margraves : 
- Wigbert, seigneur de la marche de Misnie, berceau de l'électorat de Saxe ;
- Gunther, seigneur de la marche de Mersebourg sur la Saale ;
- Wigger, bailli de la marche de Zeitz.

Plus tard, deux autres margraves sont consignés :
- Odo Ier, margrave de la marche de l'Est saxonne, plus tard appelée la marche de Lusace ;
- Dietrich d'Haldensleben qui fut margrave de la marche du Nord jusqu'à une revolte slave en 983.

Vers 982, les marches de Zeitz et de Mersebourg sont rattachées au margraviat de Misnie sous Rikdag, ce qui a réunifié toute la partie méridionale de la marca Geronis.

## Dénominations
Comme Siegfried et Gero avaient fait de Mersebourg leur résidence, la marca Geronis a parfois été appelée « marche de Mersebourg ». Cette appellation peut prêter à confusion car après 965 une autre marche portant ce nom est apparue. Cette marche a aussi parfois été appelée « marche de Magdebourg » (Magdenburger Mark), le diocèse principal de cette région étant celui de Magdebourg. D'autres historiens utilisent encore les noms de « marche de l'Est » (« marche de Saxe ») ou Ostmark, mais ces dénominations s'appliquent également à d'autres marches nées en 965 de la dislocation de la marche de Gero. Comme la marca Geronis a été créée en même temps que la marche des Billung au nord, elle est parfois appelée la moitié sud de la marche de l'Est. Certains historiens utilisent aussi le nom de « marche de Misnie » Rien que sur une page, James Westfall Thompson utilise deux noms différents pour désigner la marche de Gero : la « marche Sorabe » et la « marche de Thuringe ».

## Sources
- Reuter, Timothy, Germany in the Early Middle Ages 800–1056, New York, Longman, 1991.
- Thompson, James Westfall, Feudal Germany, Volume II, New York, Frederick Ungar Publishing Co., 1928.
- Leyser, Karl, "Ottonian Government.", The English Historical Review, Vol. 96, No. 381. (Oct., 1981), p. 721–753.
- Leyser, Karl, "Henry I and the Beginnings of the Saxon Empire.", The English Historical Review, Vol. 83, No. 326, (Jan., 1968), p. 1–32.
- Lang, Henry Joseph, "The Fall of the Monarchy of Mieszko II, Lambert.", Speculum, Vol. 49, No. 4. (Oct., 1974), p. 623–639.
- Dvornik, F., "The First Wave of the Drang Nach Osten.", Cambridge Historical Journal, Vol. 7, No. 3. (1943), p. 129–145.
- Jakubowska, Bogna, "Salve Me Ex Ore Leonis.", Artibus et Historiae, Vol. 12, No. 23. (1991), p. 53–65.
- Howorth, H. H., "The Spread of the Slaves. Part III. The Northern Serbs or Sorabians and the Obodriti.", The Journal of the Anthropological Institute of Great Britain and Ireland, Vol. 9, (1880), p. 181–232.